# Sint-Leonarduskerk (Zoutleeuw)
De Sint-Leonarduskerk is een kerk in de Belgische stad Zoutleeuw. De kerk dateert uit de 13de - 16e eeuw en werd gebouwd ter vervanging van een romaanse kapel die hier in 1125 door Benedictijnen uit Vlierbeek werd opgetrokken. Met de bouw van de kerk werd in 1231 gestart. Het grootste deel is opgetrokken in de gotische stijl, de oudste delen zijn romaans (raam in de westgevel). De twee torens zijn met elkaar verbonden via een galerij over de middenbeuk.
De elegante vieringtoren bevat een klokkenspel met 24 klokken. De Sint-Barbaratoren van de kerk behoort sinds 1999 tot het Werelderfgoed van de UNESCO als onderdeel van de groepsinschrijving van 56 belforten in België en Frankrijk.
De kerk ontsnapte aan de beeldenstorm. Ook de Franse Revolutie doorstond ze vrijwel ongeschonden omdat drie kanunniken de eed van trouw aflegden aan het Frans regime. 
In mei 2019 werd de kerk opnieuw geopend na een twintigjarige renovatie van binnen- en buitenkant.

## Kunstschatten
De Sint-Leonarduskerk wordt ook het reliekschrijn van Brabant genoemd; ze herbergt  21 door de Vlaamse Overheid erkende ‘topstukken’:
- de sacramentstoren van Zoutleeuw uit 1552.
- een Marianum, een 16de-eeuws gepolychromeerd dubbelzijdig Mariabeeld
- een Mariabeeld uit 1250
- een paaskandelaar uit 1483 van 6 m hoog uit messing van Renier van Tienen
- beelden van Sint-Leonardus uit 1300 en 1505 (van Hendrik Roesen)
- het Leonardusretabel uit 1478
- een piëta
- een romaans kruisbeeld uit de 11e eeuw
- een koperen arendlezenaar
- een renaissancistisch Sint-Annaretabel uit de 16e eeuw

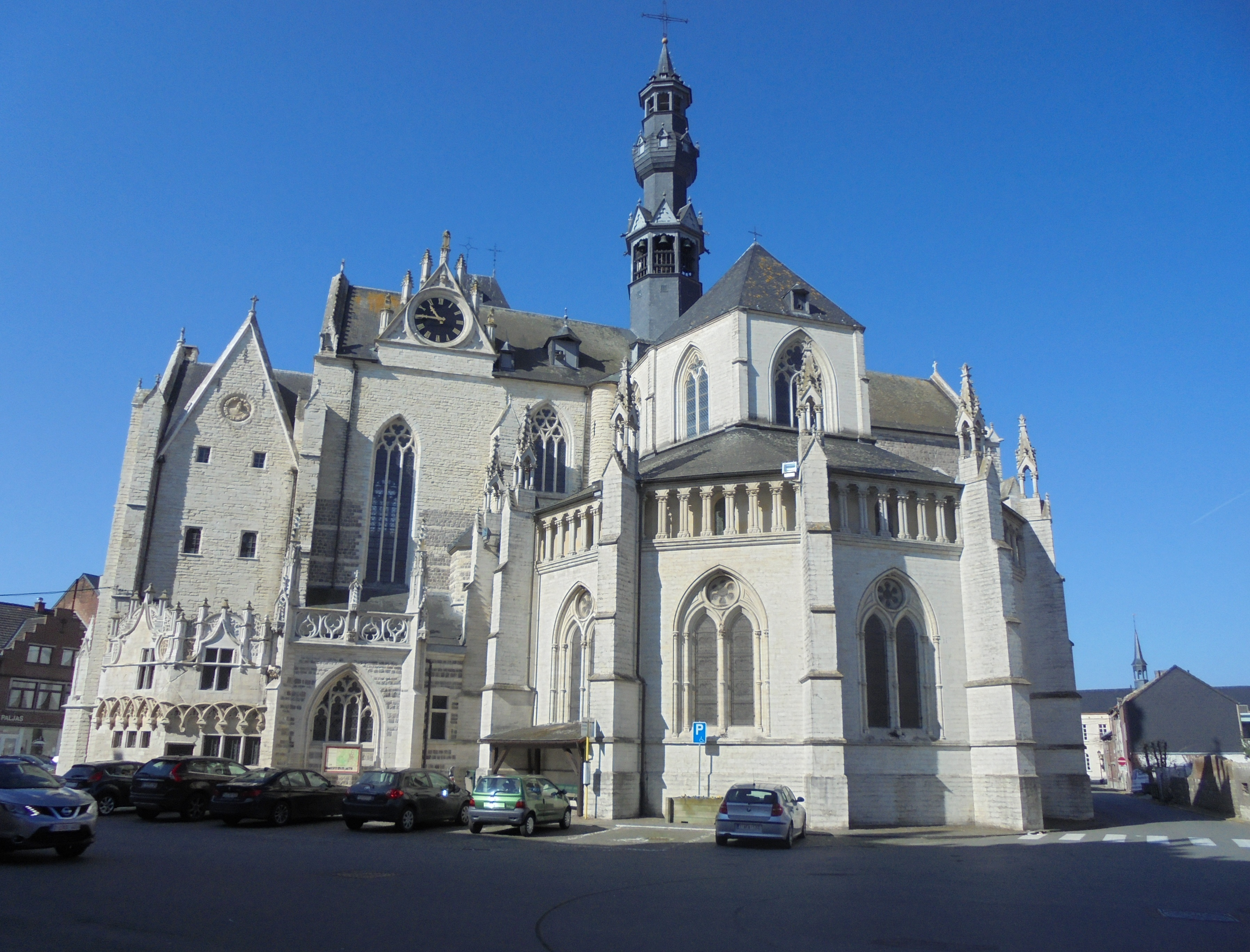
De Sint-Leonarduskerk

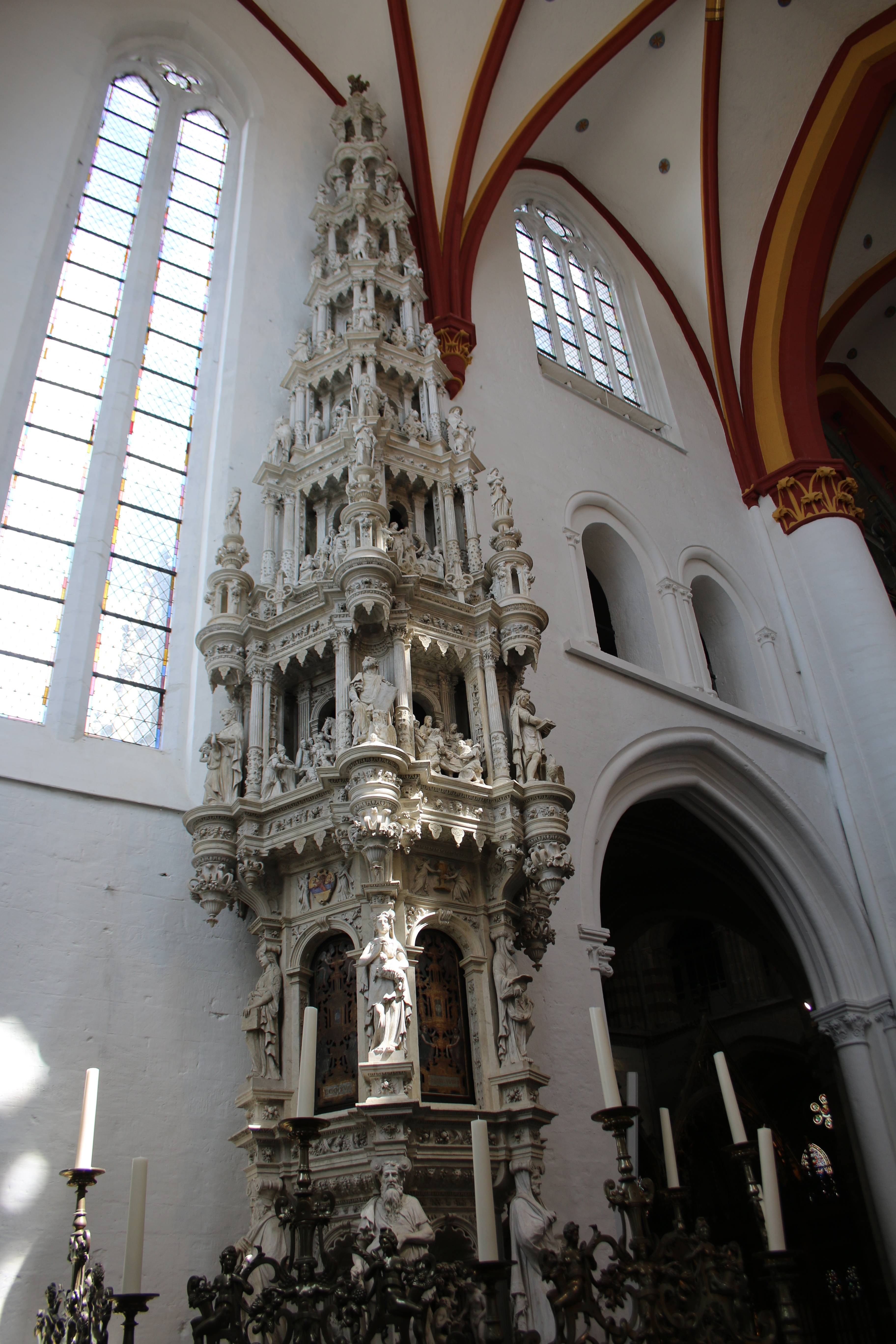
De sacramentstoren